# Olindias phosphorica
Olindias phosphorica è una specie di medusa proveniente dal centro Atlantico, e dal Mar Mediterraneo, inclusa Malta.